# 헬로 카봇 미니
《헬로 카봇 미니》는 초이락컨텐츠컴퍼니에서 제작한 대한민국의 애니메이션인 헬로 카봇의 스핀오프이며, 등장 카봇들 중의 하나인 아이언트의 6대의 엔지니어 크루들의 요절복통 이야기다. 2019년 3월 18일부터 9월 9일까지 브라보키즈에서 매주 월요일 오전 9시에 방영했다.

## 줄거리
카봇들을 수리하는 엔지니어 크루들의 요절복통 이야기

## 등장인물
- 빙빙
- 피치
- 렌치치
- 드루
- 햄머
- 스윙

## 목소리 출연
- 문남숙: 빙빙, 렌치치
- 박지윤: 피치, 드루
- 전태열: 햄머, 스윙

## 방영 목록
| 회차       | 제목              | 방영 일자       |
| ---------- | ----------------- | --------------- |
| 1화        | 깃발 대소동       | 2019년 3월 18일 |
| 2화        | 아기가 된 피치    | 2019년 3월 25일 |
| 3화        | 연 날리기         | 2019년 4월 1일  |
| 4화        | 뽀득뽀득 세수하자 | 2019년 4월 8일  |
| 5화        | 정전기 대소동     | 2019년 4월 15일 |
| 6화        | 편식은 안 돼      | 2019년 4월 22일 |
| 7화        | 날아라 애벌레     | 2019년 4월 29일 |
| 8화        | 딸꾹질은 괴로워   | 2019년 5월 6일  |
| 9화        | 스윙이 최고야     | 2019년 5월 13일 |
| 10화       | 생일 축하해       | 2019년 5월 20일 |
| 11화       | 도와줘 빙빙       | 2019년 5월 27일 |
| 12화       | 명탐정 햄머       | 2019년 6월 3일  |
| 13화       | 크루 음악대       | 2019년 6월 10일 |
| 14화       | 렌치치의 감기     | 2019년 6월 17일 |
| 15화       | 오줌싸개 대소동   | 2019년 6월 24일 |
| 16화       | 달팽이와 수박     | 2019년 7월 1일  |
| 17화       | 뿡뿡뿡            | 2019년 7월 8일  |
| 18화       | 꾀병이 아이쿠     | 2019년 7월 15일 |
| 19화       | 소원을 말해봐     | 2019년 7월 22일 |
| 20화       | 재활용 놀이       | 2019년 7월 29일 |
| 21화       | 노래는 즐거워     | 2019년 8월 5일  |
| 22화       | 폭주 청소기       | 2019년 8월 12일 |
| 23화       | 댄스 파티         | 2019년 8월 19일 |
| 24화       | 우주여행 1        | 2019년 8월 26일 |
| 25화       | 우주여행 2        | 2019년 9월 2일  |
| 최종화(26) | 공룡 발자국       | 2019년 9월 9일  |